# Jagdschloss Wolfgang
Das Jagdschloss Wolfgang war ein Jagdschloss der Grafen von Hanau im (heutigen) Wolfganger Staatsforst.

## Geografische Lage
Das Gebäude liegt in der Gemarkung der Stadt Hanau, Hessen, im Ortsteil Wolfgang. Es liegt abseits des bebauten Gebietes im Wald und ist heute Teil des Forstamtes Wolfgang. Die Postanschrift lautet: Rodenbacher Chaussee 10a.

## Gebäude
Das Jagdschloss wurde unter dem letzten Grafen von Hanau, Johann Reinhard III., 1715 in der Nähe der Ruine des spätmittelalterlichen Klosters St. Wolfgang errichtet.
Es handelt sich um ein einfach gestaltetes, sechsachsiges, zweistöckiges, barockes Gebäude, dessen mittig gelegener Eingang nur wenig hervorgehoben ist. Es wurde in Fachwerk errichtet und ist verputzt. Gedeckt ist es von einem Mansarddach. Das historische Treppenhaus besteht noch. Ansonsten ist von der vermutlich auch ursprünglich einfachen Ausstattung nichts erhalten. Außerdem betont eine auf das Gebäude zuführende Schneise den barocken Gedanken einer Sichtachse.
Nach der Annexion des Kurfürstentums Hessens und Hanaus durch das Königreich Preußen nach dem Krieg von 1866 wurde 1868 die Verwaltung des Waldes nach preußischen Vorstellungen neu organisiert und eine Oberförsterei eingerichtet, das heutige Hessische Forstamt Wolfgang. Das Gebäude dient seither dem Forstamt als Verwaltungsgebäude.
Das ehemalige Jagdschloss ist heute ein Kulturdenkmal nach dem Hessischen Denkmalschutzgesetz.